# كامبل بانكس
كامبل بانكس (بالإنجليزية: Campbell Banks)‏ (23 نوفمبر 1978 بنيوزيلندا - ) هو لاعب كرة قدم نيوزلندي في مركز الهجوم. شارك مع منتخب نيوزيلندا لكرة القدم. أما مع النوادي، فقد لعب مع ميرامار رينجرز ‏ وسنترال يونايتد وManawatu United ‏ وGreen Gully SC ‏ وNelson Suburbs FC ‏ وWairarapa United ‏ وNew Zealand Knights FC ‏ وCaroline Springs George Cross FC ‏.

## وصلات خارجية
- كامبل بانكس على موقع قاعدة بيانات كرة القدم.إي يو (الإنجليزية)
- كامبل بانكس على موقع عالم كرة القدم.نت (الإنجليزية)